# Давня церква Сходу
Давня́ Це́рква Схо́ду (сир. ܥܕܬܐ ܥܬܝܩܬܐ ܕܡܕܢܚܐ ʿĒdtā ʿAttiqtā ḏMaḏnḥā ; араб. كنيسة المشرق القديمة  , Kanīsat al-Mašriq al-Qadīma), офіційно Давня́ Свя́то-Апо́стольська Като́лицька Це́рква Схо́ду — східно-християнська церква східно-сирійського обряду. Вона відійшла від Ассирійської церкви Сходу в 1964 році під керівництвом Мар Томи Дармо (помер 1969). Це одна з кількох ассирійських церков, яка претендує на наступність історичної Церкви Сходу — древнього Патріархату Селевкія-Ктезіфон, однієї з найстаріших християнських церков на Близькому Сході. Штаб-квартира церкви знаходиться в Багдаді, Ірак. З 1970 року його очолює Католікос-Патріарх Мар Аддай II.

## Історія
На початку 60-х років Східна Церква перебувала під керівництвом патріарха Мар Ешай Шімуна XXIII, який був висланий з Іраку в 1933 році і змушений переїхати до США в 1940 році. Близько 1962 року церковна ієрархія складалася з двох митрополитів та чотирьох єпископів, які базувались на Близькому Сході та в Азії, разом із патріархом, який проживав у США.
Мар Тома Дармо, був митрополитом архієпархії Індії, яка відома як Халдейська сирійська церква в Індії з часу його висвячення в 1952 році патріархом Мар Ешаєм Шимуном XXIII. Стаття, опублікована у Великій Британії в 1955 році щодо спадкового правонаступництва, привернула увагу Мар Тома Дармо в 1960 році, і у відповідь він опублікував книгу, яка висловлюється проти практики спадкового правонаступництва як неканонічного. Спадкова спадкоємність, хоча і не канонічна, і заборонена в синодальних канонах Церкви Сходу, діяла в Церкві Сходу з 15 століття. Ставлення Мар Томи Дармо щодо спадкоємності розчарувало Патріарха, і відносини між ними розірвались. Мар Ешай Шімун XXIII відвідав єпархію в Індії протягом 1961-62 рр., але ситуація лише погіршилася, коли після завершення свого візиту Шімун XXI Ешай призначив дорадчу раду, до складу якої входили ворожі до митрополита члени. Рішення не було прийнято, і указом у 1963 р. про призначення Преподобного Антоній Чакола, місцевий священник, як адміністратор єпархії також не здійснився. Мар Ешай Шімун XXIII наказав Мар Тома Дармо з'явитися перед патріархом у Сан-Франциско, штат Каліфорнія, який не зміг цього зробити через те, що Мар Тома Дармо відмовився від свого первинного сирійського громадянства, щоб отримати індійське громадянство. Патріарх, маючи на увазі попередні події, розцінив цей акт продовжувальної непокори з боку Мар Томи Дармо і у січні 1964 року призупинив його сан. Більшість священнослужителів та вірних Халдейської сирійської церкви проігнорували наказ про призупинення та продовжували бути вірним Мар Томі Дармо, і вони були відомі як "Митрополича група". Менша фракція виконувала патріарший указ і була відома як "Патріарша група" за часів Преподобного. Антоній Чаккола, який виконував функції патріаршого адміністратора.
На початку 1964 р. митрополит Мар Йосип Хнанішо відвідав США для хірургічного лікування та зустрівся з Мар Ешай Шімун XXIII у Сан-Франциско, штат Каліфорнія. Оскільки патріарх не зміг відвідати своїх прелатів, що базуються на Близькому Сході, вони змогли особисто обговорити питання, що стосуються церкви. Було домовлено прийняти григоріанський календар. Рішення було прийнято в патріаршому посланні, присвяченому Великодню 1964 року, яке набуде чинності на Адвент пізніше того ж року. Ряд священнослужителів та вірних в Іраку та Сирії не схвалили рішення та шукали інших засобів. Оскільки указ був прийнятий після призупинення діяльності Мар Тома Дармо в січні 1964 р., він не вплинув на "Митрополичу групу" в Індії, і вони продовжували користуватися юліанським календарем.

Ситуація лише погіршилася, і до 1965 року старокалендарі в Іраці поставили себе під керівництво Преподобного Ісаак Енвія, священика, який базується в Багдаді. У Хабурі, Сирія, кілька священників продовжували користуватися юліанським календарем. Кілька видатних мирян також підтримали зусилля старокалендарів щодо самоорганізації, і до 1967 р. були зроблені плани привезти Мар Тома Дармо в Ірак з метою організації старокалендарників в Іраці та Сирії. На той момент відносини між патріархом та митрополитом були поза примиренням.

### За правління Мар Тома Дармо
Мар Тома Дармо прибув до Багдаду, Ірак в 1968 році на запрошення уряду Іраку. Церкви Ассирійської церкви Сходу були передані Мар Тома Дармо та старокалендарникам. Мар Тома Дармо почав організовувати церкву і висвятив ряд священнослужителів у різні чини церкви. У вересні 1968 року Мар Тома Дармо висвятив Пулозу Мар Пулозе в сан єпископа, який після висвячення виїхав до США, щоб закінчити аспірантуру та докторантуру, повернувшись до Індії лише після закінчення навчання в 1976 році. Після цієї хіротонії Мар Тома Дармо висвятив Мар Апрем Моокена в сан єпископа, а згодом на митрополита, а також у сан митрополита Мар Аддай II. Ці двоє митрополитів, у свою чергу, посвятили католикоса-патріарха Давньої церкви Сходу Мар Тома Дармо 11 жовтня 1968 року.
Після посвячення Мар Тома Дармо повільно почав організовувати справи Давньої церкви Сходу. Він планував відвідати громади в Сирії та в США, і до його госпіталізації в 1969 році плани його візиту до Сирії були майже завершеними. Мар Тома Дармо помер у вересні 1969 року. Мар Аддай II, тодішній митрополит, почав діяти як Локум Тененс.
У 1970 році церкви, відібрані в Ассирійської церкви Сходу та передані старокалендарникам у 1968 році, знову повернулися до Ассирійської церкви Сходу у 1970 році.

### За правління Мар-Аддай II
Після смерті патріарха Мар Томи Дармо в 1969 році Мар Аддай II зайняв посаду виконуючого обов'язки патріарха, а згодом був обраний керівником Стародавньої Церкви Сходу в лютому 1970 року. Тим часом він освятив двох митрополитів, обох у грудні 1969 року: Мар Нарсай Тома був висвячений митрополитом Кіркука, а Мар Тома Ерамія - митрополитом Ніневії (Мосул) та Північного Іраку. Офіційною юрисдикцією Мар Аддай на той час був Багдад. 
Після вакантної посади, яка тривала майже три роки, 20 лютого 1972 року Мар Нарсай і Мар Тома освятили Мар Аддай II католикосом-патріархом. 

#### Розширення Священного Синоду
У 1985 році Мар Даніель Джейкобс, раніше єпископ Кіркука з Ассирійської східної церкви, який проживав під опікою своєї родини в Модесто, штат Каліфорнія, був прийнятий до причастя в Стародавній Церкві Сходу. Мар Даніель Джейкобс захворів деякий час після висвячення у 1973 р., І в результаті більшу частину свого перебування в Ассирійській церкві Сходу був інвалідом. У Стародавній Церкві Сходу його посада мала виключно церемоніальний характер з поваги до його рядового складу. Оскільки він проживав у Модесто, штат Каліфорнія, його в основному називали єпископом Каліфорнії, незважаючи на те, що він не зміг керувати парафією чи єпархією через свою хворобу.
У липні 1992 року Мар Якоб Даниїл був висвячений на єпископа Сирії. Наступного року, у червні 1993 року, Мар Еммануель Елія був висвячений на патріаршого помічника. У 1994 році Мар Еммануель Елія приїхав до США, щоб здобути аспірантуру з теології. Після закінчення університету в 1997 році він переїхав з місця проживання та став єпископом Північної Америки та Канади.
У листопаді 1995 року Мар Апрем Мукен, Пулоза Мар Пулозе та вся Індійська архієпархія були прийняті до спільноти в Ассирійській Церкві Сходу з зовнішніх причин, пов'язаних виключно з їх єпархією.
Мар Аддай II відвідав Європу в 1996 році, щоб оглянути церкву на цьому континенті, і під час свого візиту він підтвердив і призначив Тимофея Мар Шалліту митрополитом Давньої Східної Церкви в Європі. Тимофій Мар Шалліта спочатку був кандидатом у спадкову єпархію Барварі Бала, Нерва та Сапна, яка протягом століть перебувала під владою єпископської династії Мар Явалаха. Він отримав сан диякона в 1954 році митрополитом Мар Йосипом Хнанішо. У 1957 році він був переданий на користь свого далекого кузена Андраоса Явалахи, якого Мар Йосип Хнанішо висвятив на єпископа. Це рішення розлютило Шалліту та його сім'ю, і за допомогою видатних мирян вдалося прийняти хіротонію митрополита сирійським православним патріархом Ігнатієм Яковом III в 1958 році. Спочатку він утримався від приєднання до Сирійської православної церкви і повернувся до свого села, де очікував, що його приймуть у повному званні та гідності як суперника своєму далекому двоюрідному братові, але насправді його визнала лише незначна частина. Іраксько-курдська війна призвела до його від'їзду в Багдад, Ірак в 1962 р., Де його прийняли під опіку Сирійської православної церкви, а згодом переселили в патріархат в Дамаску, Сирія в 1963 р., Залишаючись під опікою Сирійської православної церкви до його переїзд до Німеччини в 1967 році. Мар Еддай II, перебуваючи на лікуванні в Німеччині в 1975 році, зустрівся з Тимотаєм Мар Шаллітою, але нічого з цього не відбулося. З моменту свого прибуття до Німеччини і до прийняття його в Стародавній Церкві Сходу, Тимотей Мар Шалліта використовував ряд самовизначень, без прихильників.
У липні 2005 року Мар Якуб був переведений із Сирії в Австралію та Нову Зеландію. 
У квітні 2009 року Мар Аддай II посвятив двох єпископів - Мар Заю Хошабу та Мар Апрем Давід. Перший був призначений патріаршим помічником, що базувався в Багдаді, Ірак, тоді як другий був призначений єпископом єпархії Дохук, Ірак, а його престол знаходився в селі Шарафія. Мар Апрем Давід подав у відставку в листопаді 2009 року.
У серпні 2011 року Мар Якуб Даніель та Мар Зая Хошаба освятили Мар Марі Еммануеля єпископом-суфраганом для архієпархії Австралії та Нової Зеландії, допомагаючи митрополиту Австралійському та Новому Зеландії. 
У червні 2014 року Мар Аддай II посвятив Мар Геваргіс Юнан на єпископа Чикаго, наймолодшого прелата древньої Церкви Сходу. Того ж місяця Мар Зая Хошаба був зведений у сан митрополита та призначений до архієпархії Канади та США, а його престол у Торонто, Канада.

## Організація
Стародавня Церква Сходу визнає в своїй ієрархії наступні дев'ять позицій:
1. Патріарх
2. Митрополит (архієпископ)
3. Єпископ
4. Архидиякон
5. Хорбіскоп
6. Священник
7. Диякон
8. Іподиякон
9. Читач

Патріарх є верховним главою церкви і контролює всі єпархії церкви. Церква має єпископську владу, тобто вона організована в єпархії, кожну з яких очолює єпископ. Єпархії організовані в церковні провінції під владою митрополита. Кожна єпархія складається з декількох парафіяльних громад. В окремих парафіях працює щонайменше один священник. Священикам допомагають диякони, іподиякони та читачі. Усі члени духовенства можуть проповідувати, хрестити, засвідчувати шлюби та проводити заупокійні літургії, хоча дяки, іподиякони та читачі виконують роль помічника. Тільки ті, хто посідає дияконське місце, можуть святкувати таїнства Євхаристії, хоча інші можуть бути служителями Святого Причастя. Виконання таїнства святих орденів (висвячення когось у духовенство) обмежується єпископами, митрополитами та Патріархом. 
Митрополія Сирії в основному зосереджена на Хабур регіоні в Сирії, і він став свідком масового виходу свого місцевого населення з моментом ISIS вторгнення і руйнування, викликані ними в 2015 році.

## Список католикосів-патріархів Стародавньої Церкви Сходу

### До 1964 року
У 1964 році під час правління Сіма ʿ XXI Eshai (також відомий як березня Eshai Шимун XXIII ), стався розкол в Церкві Сходу викликає створення окремої древньої Церкви Сходу з центром в Багдаді. Стародавня Східна Церква визнає традиційну лінію патріархів Східної Церкви у Вавилоні від Мар Шимун Кіпа (Святого Петра)  до розколу 1964 року.
Стародавня Східна Церква вважає себе справжнім продовженням цього роду і визнає Ассирійську Церкву Сходу такою ж. Цей розкол відбувся через зміну церковного календаря з традиційного юліанського на сучасний григоріанський, поряд із спадковою спадкоємністю та племінним суперництвом. Безпосередньо після відриву від Ассирійської церкви Сходу місце Патріарха залишалося вакантним протягом трьох років до обрання Патріарха. У 1968 р. Громади Іраку, Сирії та Індії обрали суперника-патріарха з центром у Багдаді, тимчасово призупиненого митрополита Індії Мар Тому Дармо. Мар Тома Дармо посвятив прелатів, які, в свою чергу, посвятили його в Католикоса-Патріарха. В даний час Патріархат знаходиться в Багдаді, Ірак. 

### З 1968 року
- Мар Тома Дармо (1968-1969) - раніше митрополит "Групи митрополитів" в Індії з 1964 по 1968 рік
- Мар Аддай II (1972 - по теперішній час) - Локум Тененс після смерті Мар Томи Дармо в 1969 році до його освячення в 1972 році.

## Святкування Різдва
Священний Синод Стародавньої Церкви Сходу зібрався на засіданні в Багдаді, Ірак, у квітні 2009 року, і одним із указів, узгоджених на цьому соборі, було офіційно прийняти дату григоріанського календаря лише для святкування Різдва. Присутніми на соборі прелатами були:
1. Мар Аддай II, католикос-патріарх стародавньої церкви Сходу (базується в Багдаді, Ірак)
2. Мар Нарсай Тома, митрополит Кіркук
3. Мар Тома Геваргіс, митрополит Ніневії та Дохука
4. Мар Якоб Даніель, митрополит Австралійсько-Нової Зеландії
5. Тимотей Мар Шалліта, митрополит Європи
6. Мар Зая Хошаба, патріарший помічник
7. Мар Апрем Давід, єпископ Дохук і секретар Священного Синоду

Мар Даніель Джейкобс та Мар Еммануель Елія, два єпископи, які проживають у США, були відсутні.
До цього указу в діаспорі вже було кілька парафій, які святкували Різдво за датою григоріанського календаря. Після того, як в кількох парафіях було проведено всенародне голосування, декрет був прийнятий і введений у дію Мар Аддей II у червні 2010 року, щоб набрати чинності на Різдво 2010 року. Усі парафії у всьому світі прийняли цей указ. Відтоді Стародавня Церква Сходу офіційно проводить весь літургійний рік, свята та поминання за юліанським календарем, крім Різдва. Незважаючи на те, що низка сепаратистських парафій виникла із Стародавньої Східної Церкви з 2011 року, усі вони продовжують дотримуватися указу від червня 2010 року, який регламентував святкування Різдва за григоріанською датою календаря. В даний час немає нинішніх чи попередніх парафіяльних парафій, які виникли б у відповідь на рішення від червня 2010 року, незважаючи на заяви кількох вебсайтів та джерел.
Пізніше Священний Синод Стародавньої Церкви Сходу зібрався на соборі в Багдаді, Ірак, у травні 2018 року і ще раз прийняв указ, пов'язаний зі святкуванням Різдва. Прелати, присутні на цій раді, були:
1. Мар Аддай II, католикос-патріарх стародавньої церкви Сходу (базується в Багдаді, Ірак)
2. Мар Якоб Даніель, митрополит Австралійсько-Нової Зеландії
3. Мар Апрем Давід, єпископ Чикаго, штат Іллінойс, секретар Священного Синоду

Мар Зая Хошаба, митрополит Канади та США, не зміг бути присутнім на соборі, але погодився з усіма вказівками, що набрали чинності.
Що стосується святкування Різдва, було постановлено, що священнослужителі мали дозвіл і дозволяли святкувати Різдво за датою юліанського календаря, якщо в окремих парафіях значну кількість вірних віддали перевагу цьому варіанту.

## Останні суперечки
На початку 2011 року члени Священного Синоду складались із:
1. Мар Аддай II, католикос-патріарх Стародавньої Східної Церкви (базується в Багдаді, Ірак )
2. Мар Нарсай Тома, митрополит Кіркук
3. Мар Тома Геваргіс, митрополит Ніневії та Дохука
4. Мар Якоб Даніель, митрополит Австралійсько-Нової Зеландії
5. Тимотей Мар Шалліта, митрополит Європи (який вийшов на пенсію у квітні 2009 року)
6. Мар Зая Хошаба, патріарший помічник (проживає в Багдаді, Ірак )

Мар Апрем Давід, єпископ Дохука і секретар Священного Синоду, висвячений у квітні 2009 року, подав у відставку в листопаді 2009 року. Мар Еммануель Елія, єпископ США та Канади, був звільнений з єпархії у серпні 2009 року, а пізніше подав у відставку у травні 2011 року. Мар Даніель Джейкобс, який був висвячений в Ассирійській церкві Сходу в 1973 році, приєднався до Давньої Церкви Сходу в 1985 році з особистих причин. Після висвячення у 1973 р. І ще перебуваючи в Ассирійській Церкві Сходу, він захворів, і його здоров’я з роками погіршувалось. Внаслідок його хвороби, з 1985 року, служба в Стародавній Церкві Сходу мала виключно церемоніальну роль у Модесто, штат Каліфорнія, де він проживав під опікою членів своєї сім'ї. Мар Даніель Джейкобс помер у жовтні 2020 року, не спілкуючись із Стародавньою Церквою Сходу, і його похорони відбулися в Ассирійській Церкві Сходу від єпископів Мар Ава Ройель та Мар Йосип Саргіс.
У січні 2011 року двоє митрополитів Тимофій Мар Шалліта (проживає у Вісбадені, Німеччина ) разом із Мар Тома Геваргіс (проживає в Мосулі, Ірак ) зустрілися на неофіційному соборі в Іраці та відмовились від засідання патріарха Мар Аддая II через звинувачення у неправомірних діях. Жоден з духовенства та парафій у відповідних єпархіях двох митрополитів, а також у всій світовій церкві не прийняв цього наказу. Таким чином, неправильно називати цей указ розколом. Однак з цього моменту обидва митрополити почали діяти окремо від решти членів Священного Синоду Стародавньої Церкви Сходу без жодних прихильників. Пізніше Тома Геваргіс переїхав до Гамільтона, Канада, у 2013 році.
Для того, щоб відповісти на дії двох митрополитів та звинувачення у неправомірних діях, у травні 2011 року в Багдаді, Ірак, було скликано раду. Патріарх був звільнений від усіх звинувачень, і його керівництво було підтверджено прелатами, які брали участь у синоді, це були Мар Нарсай Тома, Мар Яків Даніель та Мар Зая Хошаба, а також все духовенство та парафії церкви у всьому світі, включаючи духовенство Церква Св. Марії в Модесто, Каліфорнія, де Мар Даніель Джейкобс служив почесним та церемоніальним єпископом через свою хворобу. Під час його ради прелати постановили висвятити Преподобного Еммануїл Шлімон отримав сан єпископа, і йому було призначено служити єпископом-суфраганом в архієпархії Австралії та Нової Зеландії під керівництвом Мар Якоба Даніеля, а його престол також знаходився в Сіднеї. Висвячення було проведено в серпні 2011 року в Сіднеї, Австралія, Мар Якобом Даніелем та Мар Зая Хошаба, яка представляла Мар Аддай II. Преподобний Еммануель Шлімон прийняв єпископське ім'я "Марі Еммануїл". У липні 2013 року під час візиту до Австралії Мар Аддай II дав патріарше підтвердження Мар Марі Еммануелю.
Збір церкви Св. Марії в Модесто, штат Каліфорнія, у 2012 році розділився на дві групи через кілька розбіжностей між церковним правлінням та патріархом Мар Аддай II та його представником у США Мар Заєю Хошабою. Тодішнє церковне правління та його прихильники складали антипатріархальну групу, яка згодом підпорядкувала себе митрополитів Тимофія Мар Шалліту та Мар Тому Геваргіса, але зберегла свою незалежну структуру. Патріархальна група продовжувала визнавати Мар Аддай II та Мар Заю Хошабу патріаршим представником. Ці дві групи спільно використовували церкву Святої Марії протягом шести років, до 2018 року, коли суд присудив церкву патріаршій групі. Відтоді сепаратисти поклоняються як незалежній парафії в ряді орендованих приміщень і продовжують читати імена двох митрополитів у своїх літіях. Мар Даніель Джейкобс, єпископ-інвалід протягом багатьох років і проживав під опікою своєї родини через свою хворобу, також був членом антипатріархальної групи і виступив на стороні правління, коли суперечка виникла в 2012 році, правління складалося з членів його найближчих сімей. Він помер у жовтні 2020 року, а його похорони відслужили в Ассирійській Церкві Сходу єпископи Мар Ава Ройель та Мар Йосип Саргіс. Цей збір святкує Різдво за датою григоріанського календаря відповідно до патріаршого указу від червня 2010 року.
Мар Аддай II відвідав парафії архієпархії Австралії та Нової Зеландії в 2013 році, і під час свого візиту дав Мар Марі Еммануелю патріарше підтвердження. Мар Аддай II не схвалив низку заходів, пов’язаних з єпископом, і видав кінцевий термін для того, щоб цю діяльність можна було відбити. Ці несхвалення варіювались з різних областей, таких як літургічна, богословська та соціальна поведінка єпископа. Термін закінчився, і Мар Аддай II продовжив і тимчасово відсторонив Мар Марі Еммануеля за непослух. Мар Марі Еммануель оскаржив призупинення та цитував ряд синодальних указів. Призупинення було ненадовго скасовано у грудні 2014 року, коли Мар Марі Еммануель погодився на патріарші укази, однак призупинення було знову прийнято, оскільки єпископ вдруге висловив несхвалення. У січні 2015 року Мар Марі Еммануель створив незалежну церкву, яка в даний час відома як "Церква Христа Доброго Пастиря". У 2016 році Мар Марі Еммануїл був прийнятий у спілкування з митрополитом Мар Томою Геваргісом, який відвідав церкву пізніше того ж року. З 2017 року Мар Марі Еммануель щорічно відвідує США та Канаду, де проводить проповідницькі служіння в декількох штатах, таких як Іллінойс, Аризона, Каліфорнія та Онтаріо. Мар Марі Еммануель також кілька разів відвідувала сепаратистську та антипатріархальну парафію в Модесто, штат Каліфорнія, і громада визнала його духовним прелатом поряд з двома митрополитами та читала його ім'я у своїх літіях. "Церква доброго пастиря" Мар Марі Еммануель також святкує Різдво за датою григоріанського календаря відповідно до патріаршого указу від червня 2010 року. Після його другого призупинення Священний Синод Стародавньої Церкви Сходу вже двічі обговорював справу про призупинення дії Марі Марі Еммануїл на двох офіційних соборах, що відбулися в Чикаго, штат Іллінойс у 2015 році, та в Багдаді, Ірак, у 2018 році, відповідно.

## Взаємовідносини з Ассирійською церквою Сходу
Древня Східна Церква відрізнялася своїм наміром підтримувати традиції, передані Східною Церквою. Розкол, який розділив Східну Церкву на дві частини, був результатом в основному суперечливих змін, запроваджених Мар Шимуном XXI Ешай. Найбільш очевидним з них було рішення про заміну традиційного юліанського календаря на Григоріанський календар. Крім того, були висловлені занепокоєння щодо правонаступництва Патріархату. Патріархат був спадковим у родині Мар Шімун протягом шести століть, що часто призводило до посвячення неповнолітніх на посаду глави церкви. Наприклад, покійний Шимун XXI Ешай сам був висвячений на патріарха у віці всього дванадцяти років.
За часів перебування Мар Аддай II, Стародавня Церква Сходу зробила кілька жестів на шляху возз’єднання з Ассирійською Церквою Сходу. Найвидатнішим із них, безперечно, є заява, зроблена в червні 2010 р., В якій зазначалося, що Стародавня Церква Сходу тепер святкуватиме Різдво відповідно до григоріанського календаря. Раніше церква використовувала традиційну юліанську дату на Різдво (25 грудня за юліанським календарем в даний час відповідає 7 січня за Григоріанським календарем), як це мала Церква Сходу протягом усієї своєї історії. Рішення мало бути здійснено пізніше того ж року, 25 грудня 2010 р.  Це було вперше після розколу, що дві церкви святкували свято Різдва в один день.
Декларація, пов’язана зі святкуванням Різдва, була сприйнята як спроба примирення та заохотила зусилля до переговорів про возз’єднання. Спільний Священний Синод між двома церквами було відкладено, хоча очікується найближчим часом. 
Міжнародне ассирійське співтовариство давно виступає за возз'єднання, особливо у відповідь на напади 2014 та 2015 років на асирійців в Іраці та Сирії, відповідно. З того часу відносини між церквами покращились на всіх рівнях, особливо в США, Австралії, Новій Зеландії та частині Європи. 

### Діалог про возз’єднання
Після смерті (березень 2015 р.) Мар Дінкхи IV, католикоса-патріарха Ассирійської церкви Сходу  між церквами відновився діалог про об’єднання. Патріарх заохотив возз’єднання двох гілок Східної Церкви. Після неформальної зустрічі між Мар Геваргіс Юнан та Мар Паулюсом Бенджаміном офіційний запит на зустріч було передано Мар Апрем Мукен, виконуючому обов'язки глави Ассирійської церкви Сходу.
22 травня 2015 р. У передмісті Чикаго, штат Іллінойс, у бібліотеці Ассирійської церкви Св. Андрія сходу відбулася зустріч за участю прелатів обох Священних Соборів. Присутні були Мар Якуб Даніель, Мар Зая Хошаба та Мар Геваргіс Юнан, що представляли Давню Церкву Сходу, та Мар Геваргіс Сліва, Мар Ава Ройель та Мар Ісхак Юсіф, які представляли Ассирійську Церкву Сходу. Протодиякон Вільям Тома служив загальним секретарем наради. Мар Якуб Даніель прилетів з Австралії на зустріч, а Мар Зая поїхала з Канади.
Під час зустрічі через обраних представників кожної гілки були передані рекомендації щодо єдності між Стародавньою Церквою Сходу та Ассирійською Церквою Сходу. Основними обговорюваними питаннями були керівництво церкви та Святий календар. На цій зустрічі було вирішено, що окремі Синоди збиратимуться окремо для подальшого обговорення умов. Потім буде призначена чергова зустріч двох церков для продовження переговорів. Прелати Давньої Східної Церкви вимагали, щоб вибори нового Католикоса-Патріарха були відкладені до завершення переговорів, сподіваючись, що єдиний Синод разом вибере наступника. У випадку, якщо церкви погоджуються на возз'єднання, Мар Аддай II повинен був подати у відставку. Патріарх вже дав свої благословення за умови збереження святкування Великодньої неділі відповідно до традиційного юліанського календаря. 
1 червня 2015 року Священний Синод Ассирійської Церкви Сходу зібрався в Ербілі, Ірак, для обговорення майбутнього церкви. Раніше була призначена дата виборів нового Католикоса-Патріарха. Того ж дня Мар Ава Ройель опублікувала заяву, повідомляючи громадськість, що відповідь на рекомендації Стародавньої Церкви Сходу щодо возз'єднання була передана їх прелатам. Лист вимагав оперативної реакції на умови, і обрання нового патріарха було призупинено до наступного тижня, 8 червня 2015 р.
2 червня 2015 року Мар Геваргіс Юнан виступив із заявою від Стародавньої Церкви Сходу, в якій зазначив, що було прийнято тимчасове рішення про возз'єднання двох гілок. У заяві від 2 червня 2015 року також вказувалося, що Священний Синод Стародавньої Церкви планує зібратися найближчим часом для надання офіційної відповіді.
5 червня 2015 р. Мар Апрем Мукен опублікував офіційну заяву, в якій оголосив, що вибори наступного Католикоса-Патріарха Ассирійської Церкви Сходу призупинені до вересня (2015 р.) До очікування об'єднання церков.
Виявилося, що об’єднання неможливе. 18 вересня Ассирійська церква Сходу обрала Мар Геваргіса Сліву новим главою Церкви, а 27 вересня 2015 року він був освячений та інтронований як Католикос-Патріарх 
Незважаючи на те, що об'єднання не було досягнуто, керівники обох Церков продовжували сприяти різним формам взаємної співпраці.